# Obština Kubrat
Obština Kubrat (bulharsky Община Кубрат) je bulharská jednotka územní samosprávy. Leží ve středním Bulharsku v Dolnodunajské nížině na severních svazích Dolnodunajských vysočin. Sídlem obštiny je město Kubrat, kromě něj zahrnuje obština 16 vesnic. Žije zde přes 17 tisíc stálých obyvatel.

## Sídla
Všechna sídla v obštině jsou samosprávná.
| - Belovec - Biserci - Božurovo - Goričevo - Juper - Kamenovo | - Kubrat (sídlo správy) - Mădrevo - Medovene - Ravno - Savin - Seslav | - Sevar - Terter - Točilari - Zadruga - Zvănarci |

## Sousední obštiny
| Růžice kompasu | Slivo Pole |                | Tutrakan | Růžice kompasu |
| Růžice kompasu | Ruse       | Sever          |          | Růžice kompasu |
| Růžice kompasu | Ruse       | Obština Kubrat |          | Růžice kompasu |
| Růžice kompasu | Ruse       | Jih            |          | Růžice kompasu |
| Růžice kompasu | Vetovo     | Razgrad        | Zavet    | Růžice kompasu |

## Obyvatelstvo
V obštině žije 17 111 stálých obyvatel a včetně přechodně hlášených obyvatel 24 402. Podle sčítáni 1. února 2011 bylo národnostní složení následující:
- Turci: 9 283 (53.9 %)
- Bulhaři: 6 198 (36.0 %)
- Romové: 1 321 (7.7 %)
- ostatní: 423 (2.5 %)